# Nunuri
Nunuri es un despoblado que actualmente forma parte del municipio de Condado de Treviño, en la provincia de Burgos, Castilla y León (España).

## Toponimia
El despoblado estaba situado entre las localidades de Arrieta y Ascarza.

## Historia
Documentado desde 1257, se desconoce cuándo se despobló.
Actualmente sus tierras son conocidas con el topónimo de Nuni.